# Leopold von Schrenck
Leopold von Schrenck (in russo Леопольд Иванович фон Шренк?; Governatorato di Char'kov, 6 maggio 1826Calendario gregoriano – San Pietroburgo, 20 gennaio 1894Calendario gregoriano) è stato uno zoologo, geografo ed etnografo russo.
Proveniente da una famiglia della Germania baltica, nacque in Russia vicino a Chotenj, a sud-ovest di San Pietroburgo. Il suo nome venne scritto in diverse varianti: Leopold von Schrenck, Peter Leopold von Schrenck, L. Shrenk, L. I. Shrenk, Leopold Schrenk, L. von Schrenck, Leopol'd I. Šrenk, Leopol'd Ivanovič Šrenk, Leopol'd Ivanovich Shrenk, Leopold Šrenk.

## Biografia
Dopo aver conseguito presso l'Università di Tartu, in Estonia il titolo di Magister in zoologia, proseguì i suoi studi universitari di scienze naturali in Germania, presso le università di Berlino e di Königsberg. Rientrato in Russia, ricevette qualche tempo dopo dall'Accademia russa delle scienze l'offerta di intraprendere un viaggio di ricerca nelle regioni dell'Estremo Oriente russo.
Nel 1853 von Schrenck s'imbarcò sulla fregata Aurora, con la quale viaggiò via mare fino a Petropavlovsk-Kamčatskij. Di lì egli e i membri della sua spedizione, ai quali apparteneva anche il botanico Karl Maksimovič, fu trasportato da una corvetta ad una baia di fronte all'isola di Sachalin. Qui il gruppo di ricercatori salì sullo  schooner Wostok e, procedendo verso nord, iniziò le ricerche lungo la costa riguardo alla loro composizione geologica, la flora e la fauna, così come quelle sulla popolazione ivi residente.
Nell'agosto del 1854 von Schrenck e i suoi uomini giunsero nella base militare di Nikolajewski (oggi Nikolaevsk sull'Amur), alla foce del fiume Amur, ove stabilirono la base della loro spedizione.
Dopo l'autunno e l'inverno, essi esplorarono i dintorni della base e le rive dell'isola di Sachalin. Nel corso della primavera del 1855 la squadra si avviò all'esplorazione dell'Amur, il cui corso risalirono a piedi fino allo sfocio del fiume Ussuri, che a sua volta risalirono fino allo sfocio del fiume Chor. In autunno rientrarono alla loro base sull'estuario dell'Amur. Nell'inverno che seguì von Schrenck compì alcune escursioni sull'isola di Sachalin.
Nella primavera del 1856 la squadra intraprese via terra il viaggio di rientro a San Pietroburgo, che raggiunse solo nel gennaio 1857.
Leopold von Schrenck pubblicò i risultati del suo viaggio nell'opera Reisen und Forschungen im Amur-Lande (Viaggi e ricerche nella terra dell'Amur, 1858–1900). La Società geografica russa gli conferì la Medaglia di Costantino.
Egli lavorò anche all'edizione della voluminosa serie Beiträge zur Kenntniss des Russischen Reiches und der angrenzenden Länder Asiens (Contributi alla conoscenza dell'impero russo e delle terre confinanti dell'Asia).
Nei suoi ultimi anni egli si volse alla ricerca sulle popolazioni indigene della Russia settentrionale. Leopold von Schrenck fu il primo che redasse dizionari sulle loro lingue (Nivchi (Giljachi), Nanai (o anche Goldi o Samagiri), Ainu e Ulci).
Schrenk introdusse il concetto di popolazioni paleosiberiane per le popolazioni primitive dell'Asia nordorientale.
Dal 10 novembre 1879 egli fu direttore del Museo di Antropologia ed Etnografia di San Pietroburgo.

## Nomi di animali da von Schrenck
A numerosi animali fu dato un nome derivante da Schrenck, tra i quali:
- Notoacmea schrenckii (un gastropode marino)
- Acipenser schrenckii (storione dell'Amur)
- Elaphe schrenckii (colubro dell'Amur)
- Ixobrychus eurhythmus (tarabusino orientale)
- Amuriana schrenckii (una specie di farfalla)

## Opere (selezione)
- Über die Luchsarten des Nordens und ihre geographische Verbreitung. Ein Beitrag zur zoologischen Geographie, Dissertation Dorpat 1849
- Reisen und Forschungen im Amur-Lande in den Jahren 1854–1856, 4 Bde., St. Peterburg 1858–1900 (in più edizioni)
  - Bd. 1 e 2 Zoologia
  - Bd. 3 Die Völker des Amurlandes
  - Bd. 4 Meteorologische Beobachtungen
- Die von der Kaiserlichen Akademie der Wissenschaften ausgerüstete Expedition nach den neusibirischen Inseln und dem Jana-Lande : Zur Vorgeschichte der Expedition, St. Petersburg 1887